# The Lure of Ambition

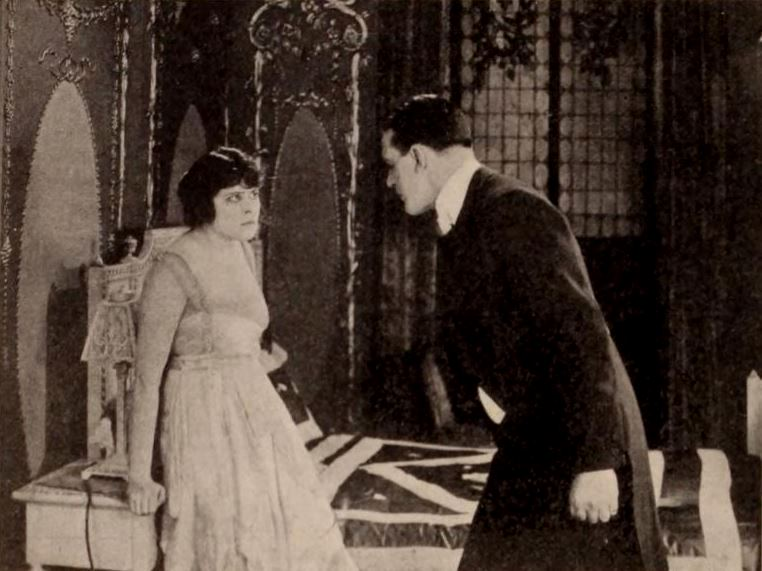
Theda Bara em The Lure of Ambition.

The Lure of Ambition é um filme de drama mudo americano de 1919 dirigido por Edmund Lawrence e estrelado por Theda Bara.

## Elenco
- Theda Bara como Olga Dolan
- Thurlow Bergen como Duque de Rutledge
- William B. Davidson como Cyril Ralston
- Dan Mason como Sylvester Dolan
- Ida Waterman como Duquesa
- Amelia Gardner como Lady Constance Bromley
- Robert Paton Gibbs como Miguel Lopez
- Dorothy Drake como Muriel Ralston
- Peggy Parr como Minna Dolan
- Tammany Young como Dan Hicks

## Status de preservação
O filme atualmente é considerado perdido.